# Area metropolitana di El Paso
L'area metropolitana di El Paso, come viene definito dallo United States Census Bureau, è un'area che comprende due contee del Texas occidentale, nello Stato del Texas, con "capoluogo" la città di El Paso. Una stima del censimento del 2012 riporta che gli abitanti siano 830 735. L'area metropolitana di El Paso fa parte della più grande area statistica combinata di El Paso-Las Cruces, che possiede 1 045 180 abitanti secondo una stima del censimento del 2012.

## Contee
- El Paso
- Hudspeth (dal 2013)

## Comunità

### Luoghi incorporati
- Anthony
- Clint
- Dell City
- El Paso
- Horizon City
- Socorro
- Vinton

### Census-designated place
Nota: Tutti i census-designated place non sono incorporati.
| - Agua Dulce - Butterfield - Canutillo - Fabens - Fort Bliss - Fort Hancock - Homestead Meadows North - Homestead Meadows South | - Morning Glory - Prado Verde - San Elizario - Sierra Blanca - Sparks - Tornillo - Westway |

### Luoghi non incorporati
- Allamoore
- Montana Vista
- Newman
- Salt Flat

| Controllo di autorità | VIAF (EN) 315159238 |